# علی گزرسز

## علی گزرسز (رها)
علی گزرسز (زادهٔ ۱۹۵۱ در تهران) نویسنده، شاعر، ترانه‌سرا و نمایشنامه‌نویس ایرانی-نروژی است. او از دههٔ ۱۳۶۰ فعالیت هنری خود را در ایران با نگارش و کارگردانی چند نمایشنامه آغاز کرد و پس از مهاجرت به نروژ به نوشتن شعر، ترانه و داستان ادامه داد.

### زندگی
گزرسز در ایران متولد شد و از دههٔ ۱۹۹۰ در نروژ اقامت دارد. زمینه‌های اصلی کار او ادبیات اجتماعی، فلسفی و شاعرانه است.

### ترانه‌سرایی
او در زمینهٔ موسیقی، از اولین ترانه‌سرایان برای خوانندهٔ ایرانی، داریوش اقبالی است. ترانه‌های او در آلبوم‌های رسمی داریوش منتشر شده و نام او در صفحه‌های رسمی این خواننده نیز ذکر شده است. تخلص او (رها) است و در میان علاقه‌مندان داریوش، با نام رها، شناخته می‌شود.

### آثار
از آثار منتشر شدهٔ او می‌توان به موارد زیر اشاره کرد:
- Rose (رمان، به زبان انگلیسی)
- انتظار (نمایشنامه)
- هنگامی که خسته می‌شوم (شعر)
- بهترین بابا نوئل دنیا (داستان کودک)
- قصه‌های کودکی (مجموعه داستان به فارسی)
- آخرین نمایش (نمایشنامهٔ فارسی)
- همه آنچه می‌بایست بگویم (مجموعه شعر و نثر، ۲۰۲۵)

### ترانه‌ها
۱- نبسته پیمان  (داریوش)
۲- ای غم من  (داریوش)
۳- یادمه اون قدیما  (داریوش)
۴- والله حقیقت داره  (داریوش)
۵- قبله من خاک ایران است  (داریوش)
۶- گل کینه (پرویز خوشرزم)  
۷- بچگی‌ها (حمید اخویان)  
۸- عادت (امین)  
۹- غربت چشات (شایان)  
۱۰- طلاق (شایان)  
۱۱- داغ (علی فاطمی)  
۱۲- رهایی (امید طوطیان)  
۱۳- رویش (امید طوطیان)  
۱۴- رستاخیز (یار دبستانی) [کرال]  
۱۵- ققنوس (شایان، کرال)  
۱۶- هوای دلبری (امین)  
۱۷- دهه شصتی (امیر)  
۱۸- بغض (کرال)  
۱۹- اعتیاد (حامد ناصری)  

### رسانه‌ها
گزرسز در رسانه‌های فارسی‌زبان خارج از کشور نیز حضور داشته است، از جمله در:
- بی‌بی‌سی فارسی
- صدای آمریکا (VOA)
- فیلم مستندی ۵۰ دقیقه‌ای دربارهٔ زندگی و آثار او در یوتیوب منتشر شده است.